# Parque Estadual das Fontes do Ipiranga
O Parque Estadual das Fontes do Ipiranga ou PEFI, também conhecido como Parque do Estado ou Parque da Água Funda, é um parque público estadual localizado no município de São Paulo. O parque hospeda diversas instituições, entre elas o Jardim Botânico de São Paulo, o Parque Zoológico de São Paulo, o Parque de Ciência e Tecnologia da Universidade de São Paulo e o Observatório de São Paulo.

## Geografia
É uma das pouquíssimas áreas do município em que ainda se encontra vegetação de Mata Atlântica. Estende-se por 526 hectares.

## História
A atual denominação do parque data do final da década de 1960.
Nos idos de 1893 a região era privada, pertencia a diversos proprietários e era 22% maior do que é hoje, mas por estar situada na Bacia do Ribeirão Ipiranga foi desapropriada pelo governo da época e a partir de então utilizada como fonte de recursos hídricos até a década de 1930, quando deixou de ser explorada para essa finalidade em decorrência da reformulação dos sistemas de abastecimento de água do município.
Na década de 1950[carece de fontes?] foi construída a avenida Miguel Estefno para melhorar o deslocamento no interior do parque.
A região possui importância histórica considerável, pois que abriga as nascentes do riacho Ipiranga, às margens do qual a Independência do Brasil foi declarada.

## Preservação
Um grupo de trabalho foi criado em 1993 para elaborar um diagnóstico do estado de preservação daquela área. A partir dessas informações, políticas de preservação ambiental seriam implantadas.
O Conselho de Defesa foi criado pelo decreto nº 43 342, de 22 de julho de 1998, para elaborar políticas para a preservação.
Alguns locais são abertos à visitação pública:
- Jardim Botânico (aberto ao público);
- Instituto de Botânica de São Paulo (aberto ao público);
- Instituto Geológico (aberto ao público);
- Fundação Zoológico (aberto ao público);
- Parque de Ciência e Tecnologia da USP (aberto ao público);
- Observatório de São Paulo (aberto ao público);
- Secretaria do Estado de Agricultura e Abastecimento;
- Centro de esportes, cultura e lazer (aberto ao público);
- Centro de logística de exportação;
- Centro de exposições Imigrantes;
- CAISM "Dr. David Capistrano da Costa Filho" da Água Funda.